# Tubod
Tubod é um município de  segunda classe de renda municipal (d) na província Lanao do Norte, nas Filipinas. De acordo com o censo de 1 de maio  de  2020 possui uma população de 50 073 pessoas e 12 637 domicílios.